# Cattedrale di San Marco (Curzola)
L'ex cattedrale di San Marco (in croato: Katedrala sv. Marka) si trova a Curzola, in Croazia. La chiesa è l'antica cattedrale della diocesi di Curzola, soppressa nel 1828.

## Storia
La chiesa venne edificata a partire dal 1407 al posto di una precedente chiesa dedicata a Maria in seguito alla fondazione della diocesi di Curzola. 
La nuova chiesa comprendeva porzioni della vecchia chiesa, come l'abside, e gli edifici pubblici che erano già presenti nella piazza, come la loggia e la torre della città. 
Poco dopo il completamento, nel 1525 lungo la navata settentrionale è stata aggiunta una cappella, che dà l'impressione di una quarta navata, con le sue colonne e arcate.
Interventi successivi principalmente in stile tardo barocco, voluti dal vescovo Giuseppe Cosserich Teodosio, hanno modificato l'aspetto originario della cattedrale, in stile gotico - rinascimentale, ripristinato in un successivo restauro.

## Facciata
Il portale principale è caratterizzato dalla presenza di due leoni stilizzati, opera di Bonino da Milano.

## Interno

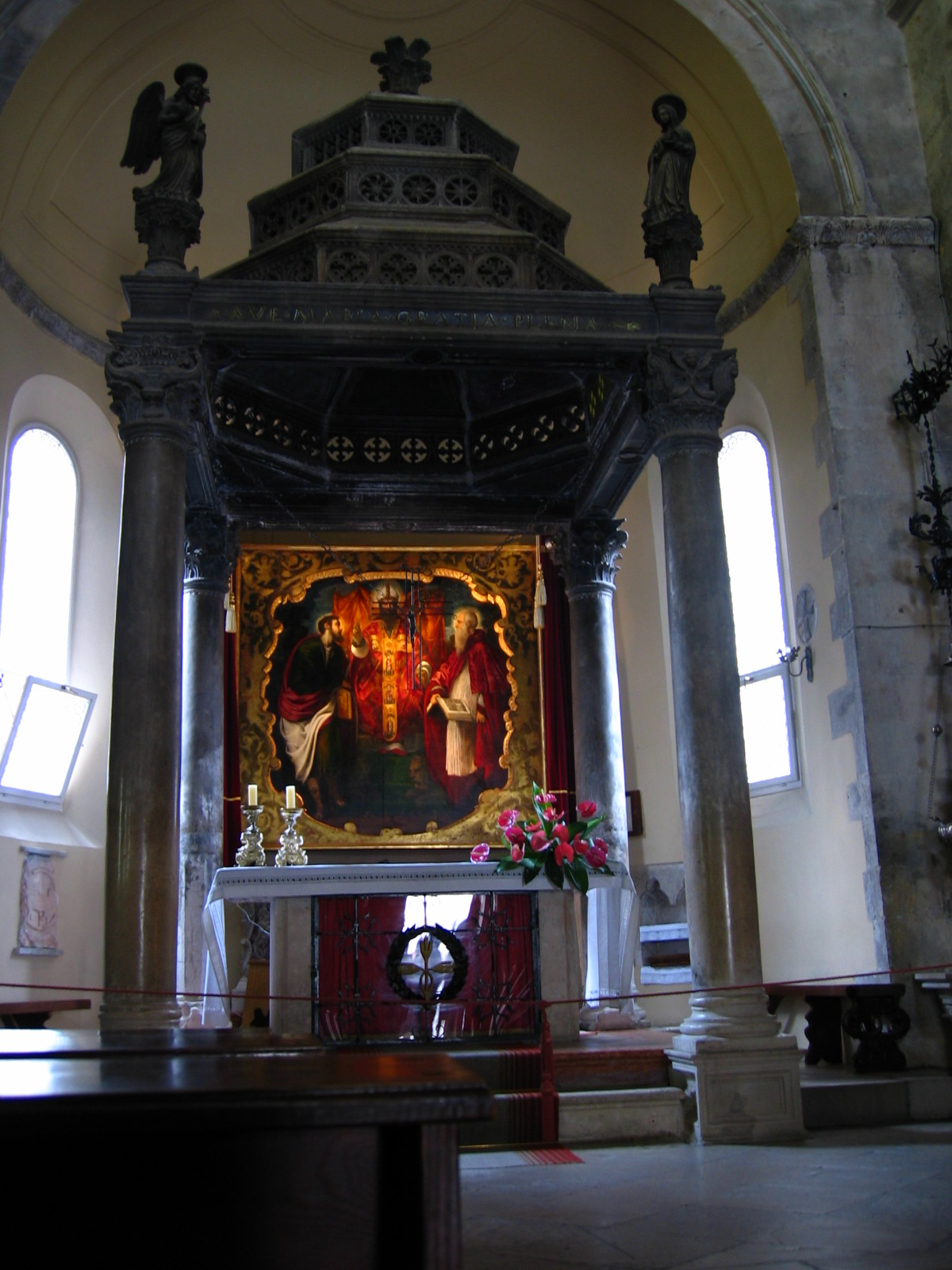
Il ciborio con la pala di Tintoretto.

All'interno dell'ex cattedrale, suddivisa in tre navate, si può immediatamente notare l'altare principale dominato da un alto ciborio, risalente al 1486 e collocato dallo scultore locale Marco Andrijć. La pala d'altare, che rappresenta i santi Marco, Girolamo e Bartolomeo, risale alla metà del XV secolo ed è considerata un'opera giovanile di Tintoretto, come pure l'Annunciazione conservata nella navata meridionale. Sotto l'altar maggiore si trova il reliquiario barocco di San Teodoro e, accanto ad esso, un rilievo tardo-romanico raffigurante l'Agnus Dei.
Altre opere degne di nota sono la statua policroma della Santissima Trinità, lavoro di Leandro Bassano risalente al 1622, un'icona con la Madoonna dell'Isola e un altare del 1576 le cui figure in oro zecchino furono realizzate dall'artista locale Franjo Čiočić.